# Влчковце
Влчковце (словац. Vlčkovce) — село, громада округу Трнава, Трнавський край. Кадастрова площа громади — 12.86 км².
Населення 1361 особа (станом на 31 грудня 2020 року).

## Історія
Влчковце згадується 1347 року.

## Населення
| Рік:            | 1994. | 2004.   | 2014.    | 2024.   |
| --------------- | ----- | ------- | -------- | ------- |
| Кількість осіб: | 1133  | 1151    | 1318     | 1347    |
| Різниця:        |       | +1,58 % | +14,50 % | +2,20 % |

| Рік:            | 2023. | 2024.   |
| --------------- | ----- | ------- |
| Кількість осіб: | 1367  | 1347    |
| Різниця:        |       | -1,46 % |